# Avenida Manuel Rodríguez (Concepción)

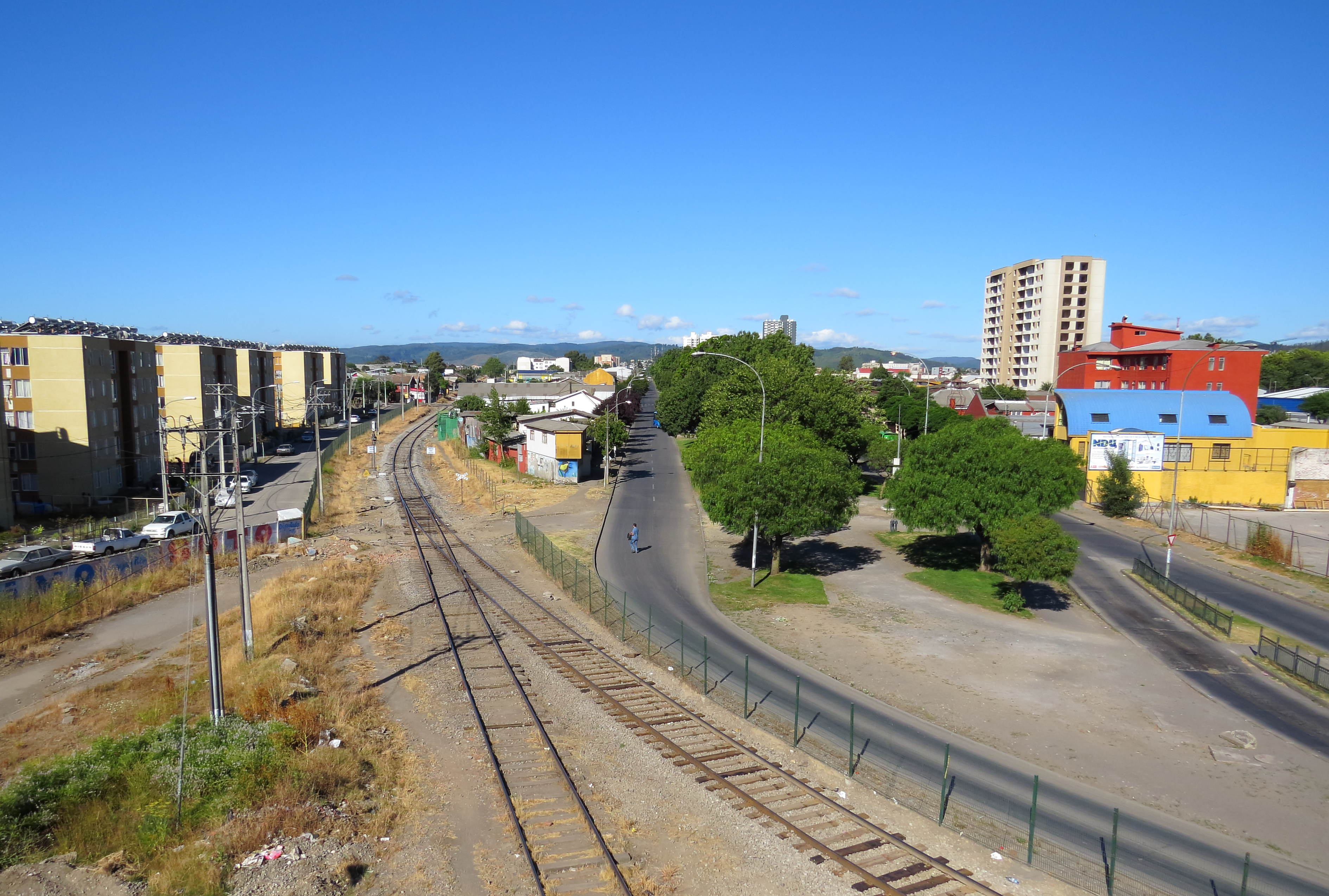
Avenida Manuel Rodríguez

La Avenida Manuel Rodríguez Erdoíza es una arteria vial de la comuna de Concepción, Chile. Su nombre es en honor al patriota chileno Manuel Rodríguez. Junto con avenida Chacabuco, avenida Paicaví y avenida Arturo Prat es una de las cuatro avenidas que rodean el casco antiguo de Concepción.

## Características
Durante todo su trayecto, posee dos carriles por sentido y, en el bandejón central, tiene una plaza lineal provista de especies arbóreas, un paseo con escaños y áreas verdes. Es una vía subutilizada principalmente porque se encuentra alejada del centro comercial de la comuna y no posee prolongaciones en su misma dirección ni conexiones completas con las avenidas que la limitan, siendo usada en gran parte por taxis colectivos y buses rurales a los que no se les permite hacer un recorrido más céntrico.

## Ubicación y Trayecto
La avenida comienza en el Nudo Trompeta Arturo Prat, encontrándose con el empalme de la vía férrea Concepción - Talcahuano y la vía hacia Lirquén, en el sector de la antigua estación Andalién. La avenida continua hasta Avenida Paicaví, terminando en el Parque Las Tres Pascualas. 
En el trayecto de la avenida existen muchos locales, principalmente empresas del rubro eléctrico. También se encuentra el Terminal de Buses hacia la Provincia de Arauco

## Prolongaciones
- Al suroeste:
  - Avenida Padre Alberto Hurtado

## Puntos relevantes
- Subestación Eléctrica Concepción de Empresa de los Ferrocarriles del Estado
- Empalme Ramal San Rosendo Talcahuano y Ramal Rucapequén - Concepción
- Nudo Trompeta Arturo Prat
- Hogar de Cristo
- Terminal de Buses Jota Ewert
- Avenida Paicaví
- Laguna Tres Pascualas

- Datos: Q5713888